# غابات كفر صور
غابات كفر صور هي قرية فلسطينية مُهجرة كانت تقع في قضاء طولكرم. كانت القرية تقع في رقعة مستوية من الأرض في السهل الساحلي جنوبي بيت ليد وبيارة حنون وكانت رمال الشاطئ تزحف إلى جزأي القرية الأوسط والجنوبي لتشكل كثبانا مخددة السطوح. وكان بعض الطرق الفرعية يصل القرية بطريق يافا- حيفا العام. وكانت القرية تقع على ما كان جزءا من غابة أرسوف الواسعة. أما الأراضي التابعة للقرية فقد عمد سكان غابة كفر صور- الذين كانوا يقيمون فيها إقامة موسمية، إلى قطع أشجارها واستصلاحها للزراعة وكانت الآبار والينابيع كثيرة في الناحيتين الشمالية والشرقية من الغابة. وكان سكان القرية ومعظمهم من المسلمين قد زرعوا 1363 دونما من أراضيهم شجر برتقال وبالإضافة إلى ذلك كانوا يزرعون الحبوب والبطيخ مخصصا للحمضيات والموز و2700 دونم للحبوب و42 دونما مرويا أو مستخدما للبساتين.

## إحتلال القرية وتطهيرها عرقيًا
إن الأوضاع التي كانت قائمة عندما احتلت غابة كفر صور (واحدة من مجموعة قرى ساحلية واقعة إلى الغرب من طولكرم) غير واضحة فقد قررت القيادة العامة للهاغاناه أن (تأمن جانب) كل المنطقة الساحلية الممتدة من يافا وزخرون يعقوف (وهي رقعة تبلغ مساحتها نحو 60 كلم2) وذلك بطرد سكان العرب كلهم قبل 15 أيار\ مايو 1948 ففي نيسان \ أبريل والنصف الأول من أيار \ مايو 1948 ففي نيسان \ أبريل والنصف الأول من أيار \ مايو، هوجمت قرى عدة \ أو هجر سكانها أو فروا مذعورين ويقول المؤرخ الإسرائيلي بني موريس إن سكان قرية خربة بيت ليد المجاورين هربوا (جراء الخوف والعزلة) في 5 نيسان \ أبريل. ومن الجائز أن يكون قرب هذه القرية من مستعمرة نتانيا اليهودية الكبيرة زاد في التوتر وجعلها عرضة للهجوم. وفي أواسط أيار\ مايو كان ذلك الشريط من الخط الساحلي قد بات (خاليا من العرب).

## القرية اليوم
بات قسم كبير من الموقع يتألف من كثبان رمل تكسوها النباتات البرية وبضع شجرات كينا كبيرة ويشاهد في الموقع أيضا بقايا ثلاثة منازل عربية كبيرة تتوسط بستان برتقال غرس حديثا في الناحيتين الشرقية والشمالية الشرقية من الموقع ويستعملها الإسرائيليون مستودعات للمعدات الزراعية.

## المستوطنات الصهيونية على اراضي القرية
في سنة 1938 انشأ الصهيونيين مستعمرة بيت يهوشع (Beit Yehoshua) وتل يتسحاق (Tel Yitzhak) على أراض كان للصندوق القومي اليهودي اشتراها، لكنها كانت تابعة تقليديا للقرية. وقد بنيت مستعمرة كفار نيتر (Kfar Netter) بعد عام على بعد نحو كيلومترين شمالي بيت يهوشع.